# Scenografia

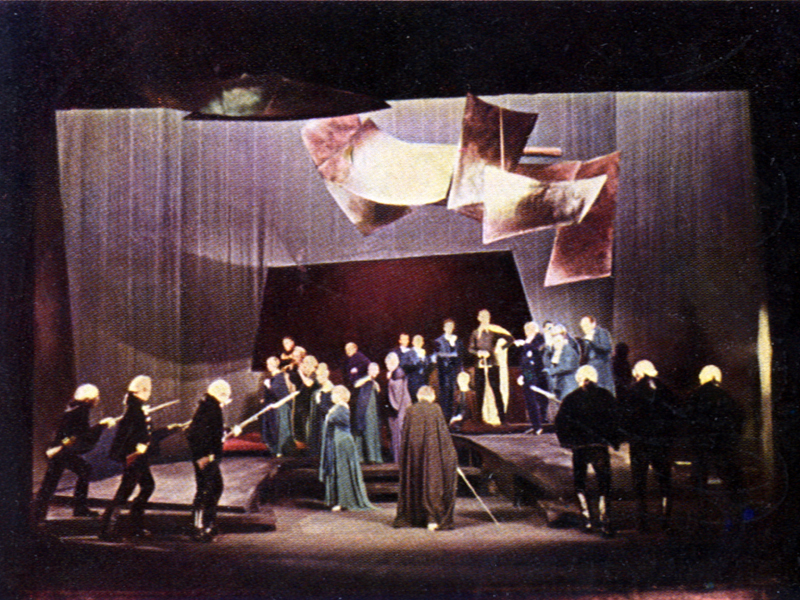
Scenografia Józefa Szajny do Dziadów Adama Mickiewicza, Teatr Ludowy w Nowej Hucie, 1962

Scenografia – plastyczna oprawa filmu, sztuki teatralnej, widowiska operowego, baletowego lub telewizyjnego. Składa się z dekoracji, kostiumów, rekwizytów, charakteryzacji postaci i oświetlenia.
Jest to: sztuka kształtowania przestrzeni teatralnej oraz plastyczne oprawy przedstawień, filmów; wizualna oprawa widowiska teatralnego, filmowego, telewizyjnego, baletowego itd.
Najczęściej stanowi ją zabudowa sceny, składająca się ze zmiennych elementów malarskich, architektonicznych i świetlnych. Elementy te tworzą przestrzeń i tło dla akcji dramatu (filmu) lub występu scenicznego. Wykonuje się ją z lekkich materiałów, takich jak drewno, dykta, płyta pilśniowa, płótno, tektura, papier mâché.

## Podział elementów scenograficznych

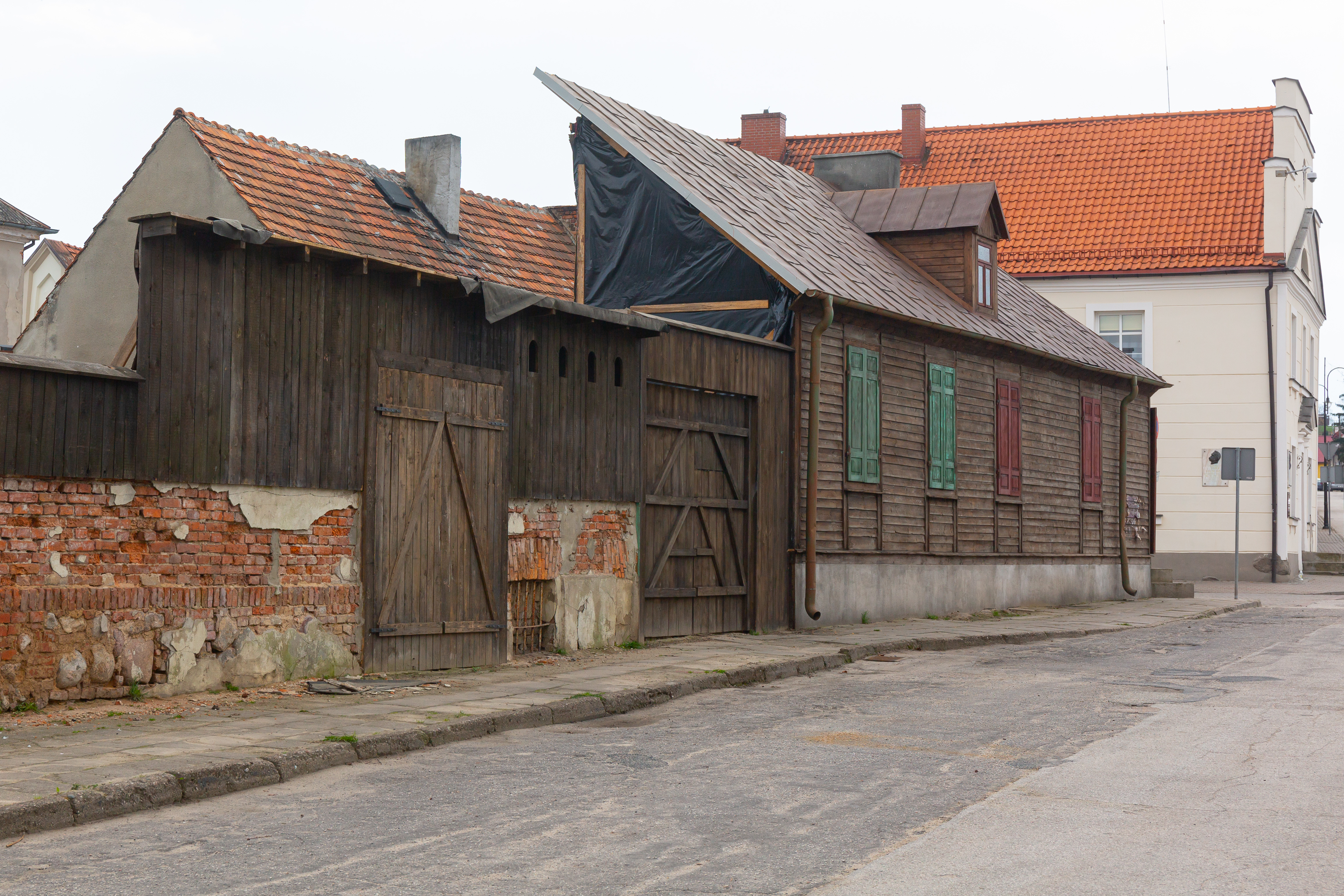
Nieszawa, drewniana scenografia do filmu Wesele Wojciecha Smarzowskiego, 2021

- stojące – podesty – służące do kształtowania terenu (o ile dają się składać, nazywane są praktykablami) – schody, ściany (blejtramy obite płótnem), kulisy, fermy (malowane albo półprzestrzenne elementy umieszczane w planach dalszych, np. elementy dalekiego pejzażu)
- wiszące – na sztankietach weduty (malowane zwijane tła), przecięcia lub przekroje – prospekty z wycięciami i widokiem na plany dalsze, paldamenty – "fartuchy" wieszane u góry sceny, a wycinane dołem (chmury, listowie, kotary), których dodatkowym zadaniem jest m.in. maskowanie urządzeń technicznych sceny – sznurowni, okablowania itp.
- trójwymiarowe – np. kolumny, drzewa, skały, rzeźby itp.

Scenografia ze względu na swoją funkcję może budować relację scena – widownia oraz zwielokrotniać punkty widzenia np. przez inne umieszczenie sceny, widowni lub przez zmienne, ruchome punkty obserwacji widza, przechodzącego do różnych przestrzeni; jest dostosowana do koncepcji inscenizacji i ściśle współuczestniczy w tworzeniu spektaklu. W ogólniejszym sensie scenografia realizuje koncepcję przedstawienia środkami pozawerbalnymi, określa wzajemną relację znaków teatralnych zwłaszcza między obrazem a tekstem. Brak scenografii może być jej przewrotnym rodzajem.